# Tarentèsa

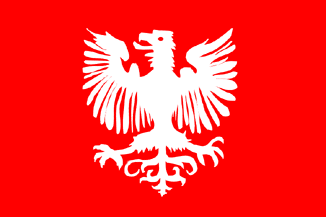
Bandera heràldica moderna

La Tarentaise (en francoprovençal Tarentèsa) és una vall intraalpina de França del departament de la Savoia, a la regió d'Alvèrnia-Roine-Alps, que comprèn la part superior de la conca del riu Isèra fins a les portes d'Albertville, així com totes les valls secundàries que hi conflueixen. Correspon a l'antiga província de la Tarentaise del Ducat de Savoia.
Situada a la part occidental dels Alps, té una economia basada en els esports d'hivern, amb algunes de les estacions més importants del món.

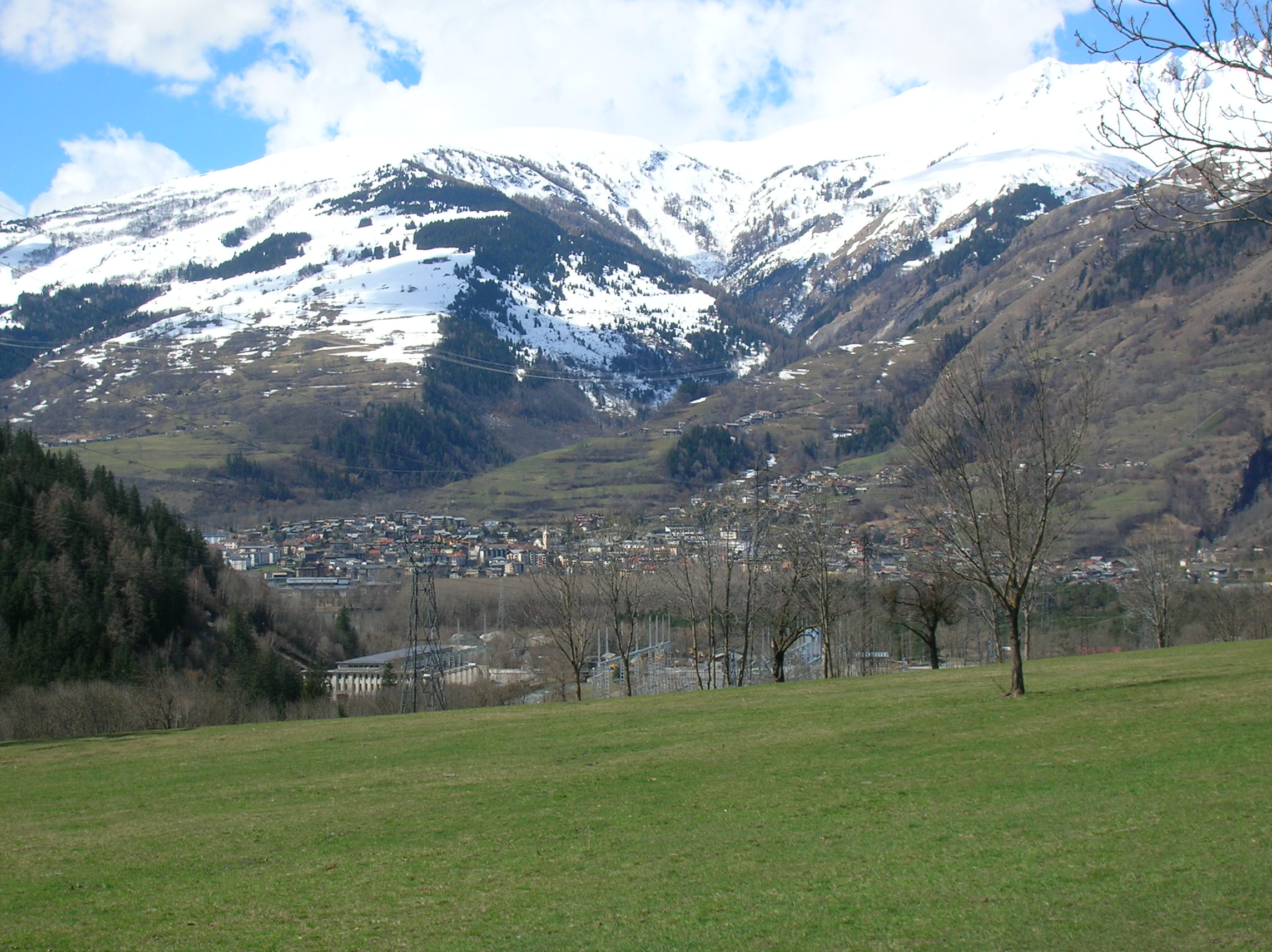
Fons de la Tarentaise prop de Bourg-Saint-Maurice.